# Ropičanka
Die Ropičanka (polnisch Ropiczanka), am Oberlauf Řeka genannt, ist ein linker Nebenfluss der Olsa in Tschechien.

## Verlauf
Die Ropičanka entspringt am Nordhang der Ropice (1082 m) in den Mährisch-Schlesischen Beskiden. Ihr Lauf führt nach Norden durch ein tief eingeschnittenes Gebirgstal, in dem sich das Dorf Řeka erstreckt. Zwischen dem Godula (737 m) und Gutský vršek (741 m) fließt die Ropičanka bei Kopanice in das Beskidenvorland. An ihrem weiteren Lauf liegen die Ortschaften Pržno, Smilovice und Rakovec. Oberhalb von Střítež führt ein Wasserleitungskanal von der Ropičanka zum Černý potok. Er dient der Wasserzuführung des Stausees Těrlicko an der Stonávka und hat eine Abflussmenge von 0,041 m³/s.
Ab Střítež wendet sich das Flüsschen nach Nordosten, seinem Lauf folgt die Bahnstrecke Český Těšín – Frýdek-Místek. Über Ropice und Rakovec erreicht die Ropičanka schließlich Český Těšín, wo sie am südlichen Stadtrand an der polnischen Grenze zwischen Svibice und Błogocice in die Olsa mündet.

## Zuflüsse
- Javorová (r), am Fuße der Šindelná (1000 m)
- Příslopský potok (l), Řeka
- Hlavičský potok (r), Řeka
- Juryský potok (l), Řeka
- Godula (l), Řeka
- Vělopolka (l), Ropice